# Новомарьевка (Баштанский район)
Новомарьевка (укр. Новомар'ївка) — село в Баштанском районе Николаевской области Украины.
Основано в 1867 году. Население по переписи 2001 года составляло 63 человека. Почтовый индекс — 56180. Телефонный код — 5158. Занимает площадь 0,2 км².

## Местный совет
56174, Николаевская обл., Баштанский р-н, с. Марьевка, ул. Школьная, 27б; тел. 9-57-25.

## Известные уроженцы
- Будюк, Николай Васильевич — Герой Советского Союза.